# Řád zvěstování
Řád Zvěstování, celým jménem Nejvyšší řád Nejsvětějšího Zvěstování (italsky Ordine Supremo della Santissima Annunziata či Ordine della Annunciata) je nejvyšší dynastický řád bývalého Italského království a savojské dynastie. Je zasvěcen Zvěstování Panny Marie.

## Historie
Založil jej roku 1362 hrabě Amadeus VI. Savojský pod názvem Řád Savojského řetězu (Milites Collaris Sabaudie) a zasvětil jej Panně Marii a poté řád potvrdil papež Felix V. (vzdoropapež ze savojského rodu). Zásadní změnou stanov, včetně změny jména na současné, prošel řád roku 1518. Se sjednocením Itálie se řád stal nejvyšším italským řádem a po pádu monarchie roku 1945 se stal dynastickým řádem, udělovaným hlavou dynastie.
Řád má pouze jednu třídu, která sestává z dvanácti rytířů.
Odznakem řádu je zlatý medailon, na němž je vyobrazen akt zvěstování Panně Marii archandělem Gabrielem, obkroužené třemi uzly. Odznak je zavěšen na zlatém řetězu, sestávajícím z 15 článků s písmeny FERT. Význam tohoto slova je nejasný.